# 유희왕 극장판
《유☆희☆왕 듀얼몬스터즈: 빛의 피라미드》(일본어: 遊戯王デュエルモンスターズ 光のピラミッド, Yu-Gi-Oh!: The Movie)는 일본에서 제작된 츠지 하츠키 감독의 2004년 애니메이션, 액션, 모험, 판타지 영화이다. 댄 그린 등이 주연으로 출연하였고 마이클 페세를렐로 등이 제작에 참여하였다.

## 출연

### 주연
- 댄 그린
- 에릭 스튜어트
- 스코티 레이

### 조연
- 웨인 그레이슨
- 그레고리 애비
- 타라 제인
- 매들린 브로스타인
- 대런 던스탠
- 마이크 폴락
- 에드 폴
- 리사 오티즈
- 마크 톰슨
- 에이미 번바움